# Pirilampo Mágico

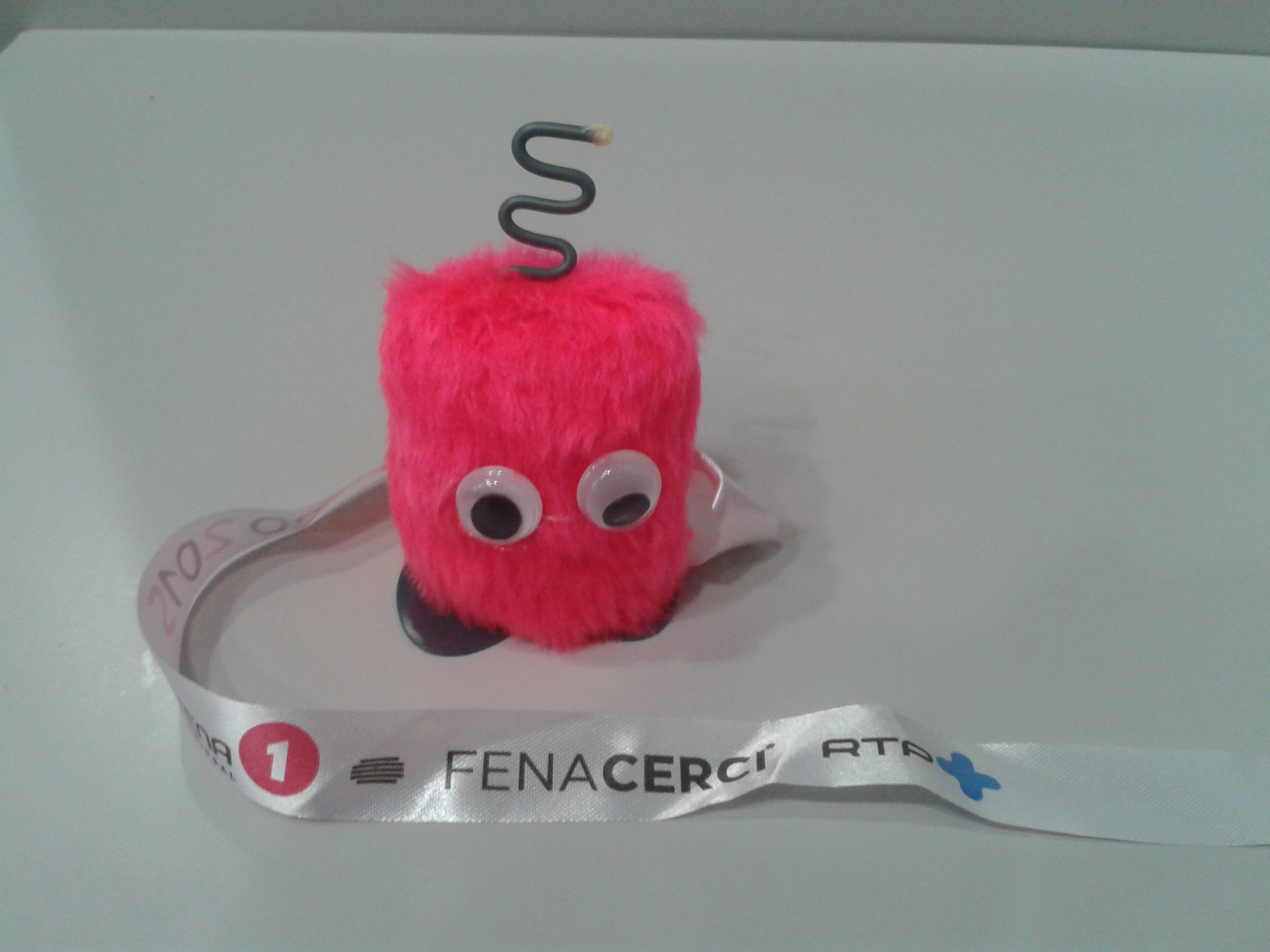
Pirilampo Mágico 2015

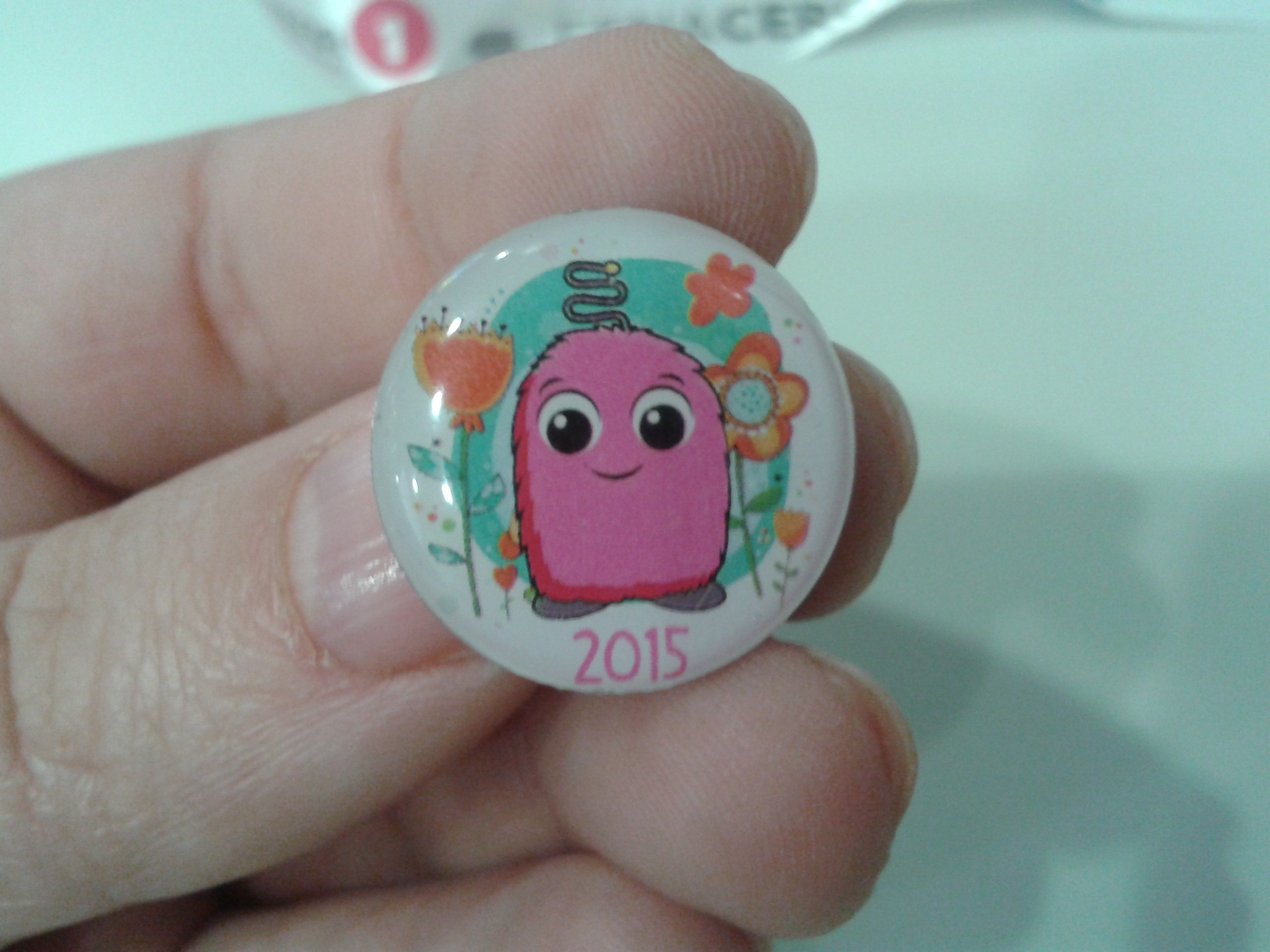
Pin da edição de 2015 do Pirilampo Mágico

Pirilampo Mágico é uma campanha de solidariedade anual em Portugal com o objectivo de angariar fundos para as CERCI, cooperativas que dão apoio a crianças com deficiência mental e com carências económicas. Esta campanha decorre anualmente no mês de Maio desde 1987. Como meio de angariação de fundos, são vendidos bonecos de peluche que representam pirilampos. Em 2012, foi celebrado o 25º aniversário desta campanha. Até 2012, foram angariados cerca de 16,5 milhões de euros.

## História
O boneco foi concebido pelo designer gráfico Mário Jorge Fernandes, então trabalhador na Radiodifusão Portuguesa. Numa altura em que as CERCI passavam por dificuldades financeiras, Jaime Calado, então presidente da CERCI Lisboa, participou do programa radiofónico "A Arte de Bem Madrugar" da Antena 1, onde o jornalista José Manuel Nunes mencionou uma campanha de solidariedade nacional no Reino Unido "associada a um bicho simpático". Resultado desse programa ficou a ideia de desenhar uma campanha que criasse "um símbolo que apelasse a uma dimensão infantil da solidariedade, mas que tivesse algum significado" com as palavras-chave "magia", "solidariedade" e "luz", segundo Rogério Cação, vice-presidente da Federação Nacional de Cooperativas de Solidariedade Social.
Nos anos de 1999 foi vendida em conjunto com o tradicional Pirilampo Mágico uma versão feminina, conhecida como "Miss Pirilampo Mágico" de cor diferente e com um laço de papel. No ano seguinte voltou a ser vendida a miss, mas com um laço de tecido. Não houve mais edições em que se tenham vendido dois pirilampos diferentes.[carece de fontes?]
Em 2018 campanha a campanha do Pirilampo Mágico enfrentou atrasos devido a mudanças no fabrico dos pirilampos, que passaram a ser feitos de borracha. Daí tendo sido também realizada uma segunda fase de vendas em outubro, pela primeira vez. No ano seguinte o design dos pirilampos de borracha foi atualizado.
Em 2020 a campanha foi adiada por causa da pandemia da COVID-19. Os pirilampos foram produzidos mas só forma vendidos em outubro de 2021, embora datados de 2020. A campanha de 2022 ocorreu igualmente em outubro e para ajuste de contas os pirilampos desse ano estão datados de 2021/22. Só em 2023 é que voltou a ser realizada em maio.

### Vendas
Na primeira edição foram vendidos aproximadamente 92 mil pirilampos mágicos, em 2012 foram vendidos cerca de 800 mil e nos anos de 1995 e 2000 as vendas ultrapassaram 1 milhão. Desde a primeira campanha até à de 2019 foram vendidos um total de 23 264 139 pirilampos.

## Edições
| #   | Ano  | Corpo                                                       | Patas e Antena                                     | Patrocínio               | Preço |
| --- | ---- | ----------------------------------------------------------- | -------------------------------------------------- | ------------------------ | ----- |
| 1°  | 1987 | Azul-esverdeado                                             | Preto                                              | Antena1, Cerci's         |       |
| 2°  | 1988 | Amarelo-alaranjado                                          | Preto                                              | Antena1, Cerci's         |       |
| 3°  | 1989 | Roxo escuro                                                 | Preto                                              | Antena1, Cerci's         |       |
| 4°  | 1990 | Rosa fuchsia                                                | Preto                                              | Antena1, Cerci's         |       |
| 5°  | 1991 | Amarelo                                                     | Preto                                              | Antena1, Fenacerci       |       |
| 6°  | 1992 | Azul                                                        | Preto                                              | Antena1, Fenacerci       | 300$  |
| 7°  | 1993 | Branco                                                      | Preto                                              | RDP1, Fenacerci          |       |
| 8°  | 1994 | Vermelho                                                    | Preto                                              | Antena1, Fenacerci       |       |
| 9°  | 1995 | Azul claro                                                  | Preto                                              | Antena1, Fenacerci       | 300$  |
| 10° | 1996 | Verde                                                       | Preto                                              | RDP Antena1, Fenacerci   | 300$  |
| 11° | 1997 | Preto                                                       | Amarelo (antena) Vermelho (patas)                  | RDP Antena1, Fenacerci   | 300$  |
| 12° | 1998 | Azul escuro                                                 | Branco (antena) Amarelo (patas)                    | RDP Antena1, Fenacerci   |       |
| 13° | 1999 | Rosa Azul escuro (miss)                                     | Azul escuro Branco (antena) Amarelo (patas e laço) | RDP Antena1, Fenacerci   | 350$  |
| 14° | 2000 | Cinzento Cinzento escuro (miss)                             | Azul escuro Vermelho (antena, patas e laço)        | RDP Antena1, Fenacerci   |       |
| 15° | 2001 | Laranja vivo                                                | Preto                                              | RDP Antena1, Fenacerci   |       |
| 16° | 2002 | Laranja seco                                                | Preto                                              | RDP Antena1, Fenacerci   | 2€    |
| 17° | 2003 | Verde escuro                                                | Amarelo                                            | RDP Antena1, Fenacerci   | 2€    |
| 18° | 2004 | Verde escuro (frente) Vermelho (verso)                      | Amarelo                                            | Antena1, Fenacerci       | 2€    |
| 19° | 2005 | Azul escuro (frente) Rosa fuchsia (verso)                   | Amarelo                                            | Antena1, Fenacerci       | 2€    |
| 20° | 2006 | Vermelho escuro (principal) Dourado (secundário)            | Amarelo                                            | Antena1, Fenacerci       | 2€    |
| 21° | 2007 | Amarelo (principal) Dourado (secundário)                    | Amarelo                                            | Antena1, Fenacerci       | 2€    |
| 22° | 2008 | Verde claro                                                 | Azul celeste                                       | Antena1, Fenacerci       | 2€    |
| 23° | 2009 | Roxo                                                        | Amarelo                                            | Antena1, Fenacerci       | 2€    |
| 24° | 2010 | Salmão                                                      | Vermelho                                           | Antena1, Fenacerci       | 2€    |
| 25° | 2011 | Branco (principal) Prateado (secundário)                    | Preto                                              | Antena1, Fenacerci       | 2€    |
| 26° | 2012 | Azul celeste                                                | Castanho                                           | Antena1, Fenacerci       | 2€    |
| 27° | 2013 | Azul turquesa                                               | Azul escuro                                        | Antena1, Fenacerci       | 2€    |
| 28° | 2014 | Lilás                                                       | Roxo escuro                                        | Antena1, Fenacerci       | 2€    |
| 29° | 2015 | Rosa vivo                                                   | Cinzento escuro                                    | Antena1, Fenacerci, RTP+ | 2€    |
| 30° | 2016 | Verde alface                                                | Cinzento                                           | Antena1, Fenacerci, RTP+ | 2€    |
| 31° | 2017 | Amarelo torrado (frente) Azul escuro (verso)                | Azul escuro                                        | Antena1, Fenacerci, RTP+ | 2€    |
| 32° | 2018 | Azul-esverdeado claro (cima) Azul-esverdeado escuro (baixo) | Azul-esverdeado escuro (antena) Branco (patas)     | Fenacerci, Antena1, RTP+ | 2€    |
| 33° | 2019 | Amarelo torrado (cima) Laranja (baixo)                      | Laranja                                            | Fenacerci, Antena1, RTP+ | 2€    |
| 34° | 2021 | Vermelho                                                    | Vermelho                                           | Fenacerci, Antena1, RTP+ | 2€    |
| 35° | 2022 | Azul escuro                                                 | Azul escuro                                        | Fenacerci, Antena1, RTP+ | 2€    |
| 36° | 2023 | Verde                                                       | Verde                                              | Fenacerci, Antena1, RTP+ | 2€    |
| 37° | 2024 | Amarelo (cima) Branco (baixo)                               | Branco                                             | Fenacerci, Antena1, RTP+ | 2,20€ |
| 38° | 2025 | Roxo (cima) Violeta (baixo)                                 | Violeta                                            | Fenacerci, Antena1, RTP+ | 2,50€ |

## Música
- 1993 - Pirilampo Mágico 93 (CD, SPA, 4 faixas) inclui ainda temas de 1991, 1992 e instrumental de 1993.

Artistas convidados: Adelaide Ferreira, Ministars, Onda Choc, Popeline, Sandra & João.
- 1999 - Pirilampo Mágico 99 (CD, EMI - Valentim de Carvalho, 2 faixas) inclui "O Pirilampo Mágico" e "Pirilampo rap".

Artistas convidados: Carlos Ramon (autor), Pedro Magalhães, João Canto e Castro, António Machado, Miguel Velez.

- 2006 - Hino do Pirilampo Mágico 2006 (CD) (20 anos do Pirilampo Mágico)

Artistas convidados: Maria Ana Bobone (interpretação), Alexandre Honrado (letra) e Zé da Ponte (música e direcção).